# Dodge (Oklahoma)
Dodge és una concentració de població designada pel cens dels Estats Units a l'estat d'Oklahoma. Segons el cens del 2000 tenia 96 habitants.

## Demografia
Segons el cens del 2000, Dodge tenia 96 habitants, 32 habitatges, i 27 famílies. La densitat de població era de 5,6 habitants per km².
Dels 32 habitatges en un 40,6% hi vivien nens de menys de 18 anys, en un 65,6% hi vivien parelles casades, en un 9,4% dones solteres, i en un 15,6% no eren unitats familiars. En el 9,4% dels habitatges hi vivien persones soles el 6,3% de les quals corresponia a persones de 65 anys o més que vivien soles. El nombre mitjà de persones vivint en cada habitatge era de 3 i el nombre mitjà de persones que vivien en cada família era de 3,15.
Per edats la població es repartia de la següent manera: un 29,2% tenia menys de 18 anys, un 9,4% entre 18 i 24, un 28,1% entre 25 i 44, un 28,1% de 45 a 60 i un 5,2% 65 anys o més.
L'edat mediana era de 32 anys. Per cada 100 dones de 18 o més anys hi havia 119,4 homes.
La renda mediana per habitatge era de 41.500 $ i la renda mediana per família de 43.750 $. Els homes tenien una renda mediana de 16.250 $ mentre que les dones 38.750 $. La renda per capita de la població era de 17.652 $. Cap de les famílies estaven per davall del llindar de pobresa.

## Poblacions més properes
El següent diagrama mostra les poblacions més properes.